# Maximilienne Heller
 (octobre 2013).
Si vous disposez d'ouvrages ou d'articles de référence ou si vous connaissez des sites web de qualité traitant du thème abordé ici, merci de compléter l'article en donnant les références utiles à sa vérifiabilité et en les liant à la section « Notes et références ».
Maximilienne Heller est le nom de plume de Maximilienne Fenech, une écrivain algérienne née le 15 septembre 1886 à Constantine et décédée le 5 juin 1966 à Paris 7e. Elle est inhumée au cimetière parisien de Pantin dans la 64e division. 

## Biographie
Dès le début du XXe siècle, elle publie textes et poèmes dans différentes revues, comme les Annales africaines, L'Afrique du Nord illustrée, La Kahena (Tunis), Terre d'Afrique, L'Écho d'Alger ou encore Marius.
Elle figure dans l'anthologie « de treize poètes algériens » publiée par Robert Randau en 1920 ainsi que dans celle de Louis Bertrand : Notre Afrique (1925).
Elle fait paraître en 1919 La Détresse des revanches, puis La Jeunesse de la Terre et Le Feu qui danse. Et c’est en 1922 qu’elle obtient le Grand prix littéraire de l'Algérie avec son livre La Mer rouge (Grasset), qui décrit la communauté juive de Constantine. En 1928 paraît un roman ayant le Maroc pour cadre : Les Hommes de proie.
Étant jeune, elle a été également une pionnière de l’aviation en Algérie. Elle a aussi joué du piano dans des cinémas à Constantine et à Blida.
Après son mariage, elle s'installe à Paris et continue d'écrire dans d’autres journaux : L'Ère nouvelle, Demain, La Voix des Femmes, L'Humanité. Un autre livre sort en 1939 : Les Pélardier. 
Bien que considérée comme « écrivain colonial », ses thèmes sont plutôt anti-colonialistes.

## Publications
- 1919 : La Détresse des revanches
- La Jeunesse de la Terre
- Le Feu qui danse
- 1922 : La Mer rouge, Grasset
- 1928 : Les Hommes de proie
- 1939 : Les Pélardier

## Prix et distinctions
- 1922 : Grand prix littéraire de l'Algérie pour La Mer rouge[3].